# Waka (dichtkunst)

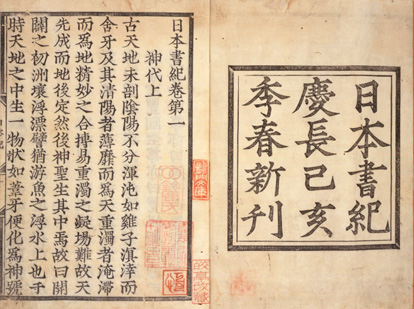
Nihonshoki (De kronieken van Japan), is een voorbeeld van waka

Waka (Japans: 和歌 letterlijk "Japans gedicht") of Yamato uta is een genre van klassieke Japanse dichtkunst, en een van de hoofdgenres van de Japanse literatuur. De term ontstond tijdens de Naraperiode, en werd gebruikt om Japanstalige gedichten te onderscheiden van Kanshi (gedichten geschreven in het Chinees door Japanse dichters) en renga.
De term waka omvat verschillende subgenres, waaronder:
- Tanka (短歌, "kort gedicht")
- Chōka (長歌, "lang gedicht")
- Bussokusekika
- Sedōka (旋頭歌)
- Katauta (片歌, "gedichtsfragmenten).

Die laatste drie vormen raakten echter aan het begin van de Heianperiode buiten gebruik. Chōka verdween niet veel later na Manyoshu, waardoor de term Waka vandaag de dag vooral in verband wordt gebracht met tanka.
Traditioneel heeft waka over het algemeen geen concept van rijm of een vaste structuur.